# Шелтон, Роберт
Роберт Шелтон (англ. Robert Shelton, урождённый Роберт Шапиро (англ. Robert Shapiro); 28 июня 1926, Чикаго, Иллинойс, США — 11 декабря 1995, Брайтон, Великобритания) — американский музыкальный и кинокритик. Наиболее известен как журналист газеты The New York Times и автор книги «No Direction Home, The Life and Music of Bob Dylan», над которой работал на протяжении 20 лет.
В начале 1960-х Шелтон дал старт карьере тогда ещё неизвестному 20-летнему музыканту Бобу Дилану. В 1961 году Дилан выступал в Gerdes Folk City в Вест-Виллидже, одном из самых известных фолк-центров Нью-Йорка, на разогреве у блюграсс-группы The Greenbriar Boys. Положительная статья Шелтона в газете The New York Times принесла Дилану известность и привела к контракту с лейблом Columbia. До этого, 29 июля 1961 года, Шелтон также отметил Дилана в рецензии радиопередачи «Hootenanny» (WRVR): «Среди новых многообещающих талантов, заслуживающих упоминания, есть 20-летний ученик Гатри по имени Боб Дилан, с удивительно захватывающим бормотанием, пронизанным стилистикой кантри». Это было первое появление музыки Дилана в радиоэфире.

## Биография
Шелтон (настоящая фамилия Шапиро) родился в 1926 году в Чикаго, в семье Иосифа и Ханны Шапиро, русских еврейских иммигрантов. Его отец, химик-исследователь, родился в Минске и приехал в США в 1905 году. Шелтон вырос в Чикаго, служил в рядах американской армии во Франции в 1944—45 годах и посещал школу журналистики в Северо-Западном университете. В 1950-х он переехал в Нью-Йорк и вскоре был принят в штат газеты The New York Times. В 1955 году Шелтон был одним из 30 сотрудников издания, вызванных в суд подкомитетом внутренней безопасности Сената, которые были проинформированы юристом издательства Times Луисом М. Лебом, что их уволят, если они воспользуются пятой поправкой конституции. Шелтон отказался отвечать на вопросы комитета о каких-либо связях с Коммунистической партией США или о сотруднице Times Матильде Ландсман и был обвинён большим жюри в неуважении к суду. Поскольку он не воспользовался пятой поправкой, ему разрешили продолжать работать в газете, но перевели из отдела новостей в менее щепетильный отдел развлечений, где он стал музыкальным критиком. Между тем Шелтон был осуждён и приговорён к шести месяцам тюремного заключения, он обжаловал свой приговор и отменил его благодаря лазейке в законе, после чего ему выдвинули обвинения повторно, однако он вновь смог их отменить. После нескольких лет апелляций, в которых его представлял известный адвокат, специализирующийся на гражданских свободах, Джозеф Л. Раух-младший, дело было окончательно прекращено в середине 1960-х.
В течение десятилетия (с 1958 по 1968 год) Шелтон был музыкальным обозревателем, в частности фолк-музыки, а также поп-музыки и музыку в стиле кантри. За это время он завёл дружеские отношения со многими артистами и распространял своё влияние за пределы страниц The New York Times. В частности он написал рецензию о первом Ньюпортском фолк-фестивале для газет The New York Times и The Nation и редактировал программку того же фестиваля 1963 года под псевдонимом «Стейси Уильямс» (англ. «Stacey Williams»). Помимо этого, он является автором введений (вводное слово) и примечаний для альбомов многих известных музыкантов, включая первый альбом Боба Дилана (в качестве «Стейси Уильямса»). В начале 1960-х Шелтон выступал соавтором журнала Hootenanny, а также был редактором журнала ABC-TV Hootenanny, вместе со своей подругой — Линдой Соломон.
Шелтон потратил 20 лет на написание и переписывание биографии Дилана, «No Direction Home, The Life and Music of Bob Dylan», которая была опубликована в 1986 году после многолетних споров с издателями о стиле и размере книги. Изначальное намерение Шелтона состояло в том, чтобы написать серьёзное культурное исследование, а не типичную биографию звезды шоу-бизнеса; в итоге он заявил, что работа всей его жизни была «сокращена под незатихающие споры» (англ. «abridged over troubled waters»). Название книги было отсылкой к знаменитой песне Дилана «Like A Rolling Stone». Это же название, «Нет пути назад: Боб Дилан», было использовано режиссёром Мартином Скорсезе для его документального фильма о Бобе Дилане (2005 год), освещающего жизнь музыканта с самого начала его карьеры и вплоть до аварии на мотоцикле в 1966 году. Шелтон также является автором книг «Electric Muse: The Story Of Folk Into Rock» и «The Face of Folk Music».
В конце 1960-х Шелтон переехал в Великобританию, где жил в Южном Лондоне, а затем (с 1982 года) в Брайтоне — на южном побережье. Там он работал редактором раздела культуры газеты Brighton Evening Argus, а затем писал, в основном о кино, для ряда других британских СМИ вплоть до своей смерти. В 1996 году работы Шелтона и его коллекция книг, записей и исследовательских материалов были переданы в дар институту популярной музыки Ливерпульского университета.